# Wereldkampioenschap superbike van Misano 1999
Het wereldkampioenschap superbike van Misano 1999 was de zevende ronde van het wereldkampioenschap superbike en de zesde ronde van het wereldkampioenschap Supersport 1999. De races werden verreden op 27 juni 1999 op het Circuito Internazionale Santa Monica nabij Misano Adriatico, Italië.

## Superbike

### Race 1
| Pos | Nr  | Rijder                | Constructeur | Rondes | Tijd         | Grid | Punten |
| --- | --- | --------------------- | ------------ | ------ | ------------ | ---- | ------ |
| 1   | 1   | Carl Fogarty          | Ducati       | 25     | 39:57.687    | 1    | 25     |
| 2   | 11  | Troy Corser           | Ducati       | 25     | +0.126       | 2    | 20     |
| 3   | 4   | Akira Yanagawa        | Kawasaki     | 25     | +10.935      | 3    | 16     |
| 4   | 7   | Pierfrancesco Chili   | Suzuki       | 25     | +16.366      | 10   | 13     |
| 5   | 111 | Aaron Slight          | Honda        | 25     | +20.205      | 5    | 11     |
| 6   | 5   | Colin Edwards         | Honda        | 25     | +21.549      | 6    | 10     |
| 7   | 6   | Gregorio Lavilla      | Kawasaki     | 25     | +21.721      | 11   | 9      |
| 8   | 41  | Noriyuki Haga         | Yamaha       | 25     | +30.606      | 4    | 8      |
| 9   | 22  | Vittoriano Guareschi  | Yamaha       | 25     | +43.326      | 9    | 7      |
| 10  | 9   | Peter Goddard         | Aprilia      | 25     | +43.536      | 12   | 6      |
| 11  | 19  | Lucio Pedercini       | Ducati       | 25     | +1:02.348    | 13   | 5      |
| 12  | 38  | Lance Isaacs          | Ducati       | 25     | +1:03.749    | 17   | 4      |
| 13  | 55  | Mauro Lucchiari       | Yamaha       | 25     | +1:06.635    | 16   | 3      |
| 14  | 21  | Katsuaki Fujiwara     | Suzuki       | 25     | +1:08.789    | 8    | 2      |
| 15  | 15  | Igor Jerman           | Kawasaki     | 25     | +1:09.855    | 15   | 1      |
| 16  | 26  | Jean-Pierre Jeandat   | Honda        | 24     | +1 ronde     | 20   |        |
| 17  | 40  | Giuliano Sartoni      | Ducati       | 24     | +1 ronde     | 21   |        |
| 18  | 60  | Hrvoje Tuđen          | Ducati       | 23     | +2 ronden    | 24   |        |
| 19  | 54  | Marco Gerbaudo        | Ducati       | 23     | +2 ronden    | 23   |        |
| DNF | 39  | Alessandro Gramigni   | Yamaha       | 16     | Ongeluk      | 18   |        |
| DNF | 18  | Carlos Macias Perdomo | Ducati       | 13     | Uitgevallen  | 25   |        |
| DNF | 61  | Stavros Stavroulakis  | Ducati       | 6      | Ongeluk      | 26   |        |
| DNF | 57  | Redamo Assirelli      | Yamaha       | 4      | Ongeluk      | 19   |        |
| DNF | 33  | Robert Ulm            | Kawasaki     | 1      | Ongeluk      | 7    |        |
| DNF | 56  | Paolo Blora           | Ducati       | 1      | Ongeluk      | 14   |        |
| DNF | 58  | Giorgio Cantalupo     | Ducati       | 0      | Uitgevallen  | 22   |        |
| DNS | 24  | Vladimír Karban       | Suzuki       | 0      | Niet gestart |      |        |

### Race 2
| Pos | Nr  | Rijder                | Constructeur | Rondes | Tijd         | Grid | Punten |
| --- | --- | --------------------- | ------------ | ------ | ------------ | ---- | ------ |
| 1   | 1   | Carl Fogarty          | Ducati       | 25     | 39:52.554    | 1    | 25     |
| 2   | 11  | Troy Corser           | Ducati       | 25     | +6.496       | 2    | 20     |
| 3   | 4   | Akira Yanagawa        | Kawasaki     | 25     | +10.664      | 3    | 16     |
| 4   | 111 | Aaron Slight          | Honda        | 25     | +17.337      | 5    | 13     |
| 5   | 6   | Gregorio Lavilla      | Kawasaki     | 25     | +18.557      | 11   | 11     |
| 6   | 7   | Pierfrancesco Chili   | Suzuki       | 25     | +22.503      | 10   | 10     |
| 7   | 5   | Colin Edwards         | Honda        | 25     | +27.111      | 6    | 9      |
| 8   | 22  | Vittoriano Guareschi  | Yamaha       | 25     | +32.415      | 9    | 8      |
| 9   | 21  | Katsuaki Fujiwara     | Suzuki       | 25     | +55.033      | 8    | 7      |
| 10  | 33  | Robert Ulm            | Kawasaki     | 25     | +55.671      | 7    | 6      |
| 11  | 55  | Mauro Lucchiari       | Yamaha       | 25     | +57.682      | 16   | 5      |
| 12  | 15  | Igor Jerman           | Kawasaki     | 25     | +59.537      | 15   | 4      |
| 13  | 39  | Alessandro Gramigni   | Yamaha       | 25     | +1:05.165    | 18   | 3      |
| 14  | 19  | Lucio Pedercini       | Ducati       | 25     | +1:06.483    | 13   | 2      |
| 15  | 38  | Lance Isaacs          | Ducati       | 25     | +1:06.663    | 17   | 1      |
| 16  | 26  | Jean-Pierre Jeandat   | Honda        | 24     | +1 ronde     | 20   |        |
| 17  | 40  | Giuliano Sartoni      | Ducati       | 24     | +1 ronde     | 21   |        |
| 18  | 60  | Hrvoje Tuđen          | Ducati       | 24     | +1 ronde     | 24   |        |
| 19  | 54  | Marco Gerbaudo        | Ducati       | 23     | +2 ronden    | 23   |        |
| DNF | 58  | Giorgio Cantalupo     | Ducati       | 19     | Uitgevallen  | 22   |        |
| DNF | 61  | Stavros Stavroulakis  | Ducati       | 18     | Ongeluk      | 26   |        |
| DNF | 18  | Carlos Macias Perdomo | Ducati       | 18     | Ongeluk      | 25   |        |
| DNF | 57  | Redamo Assirelli      | Yamaha       | 17     | Uitgevallen  | 19   |        |
| DNF | 41  | Noriyuki Haga         | Yamaha       | 11     | Ongeluk      | 4    |        |
| DNF | 9   | Peter Goddard         | Aprilia      | 7      | Ongeluk      | 12   |        |
| DNS | 56  | Paolo Blora           | Ducati       | 0      | Niet gestart | 14   |        |
| DNS | 24  | Vladimír Karban       | Suzuki       | 0      | Niet gestart |      |        |

## Supersport
| Pos | Nr | Rijder                | Constructeur | Rondes | Tijd                | Grid | Punten |
| --- | -- | --------------------- | ------------ | ------ | ------------------- | ---- | ------ |
| 1   | 23 | Rubén Xaus            | Yamaha       | 17     | 28:14.050           | 3    | 25     |
| 2   | 4  | Paolo Casoli          | Ducati       | 17     | +1.569              | 2    | 20     |
| 3   | 5  | Massimo Meregalli     | Yamaha       | 17     | +2.220              | 1    | 16     |
| 4   | 1  | Fabrizio Pirovano     | Suzuki       | 17     | +2.274              | 7    | 13     |
| 5   | 3  | Stéphane Chambon      | Suzuki       | 17     | +2.765              | 12   | 11     |
| 6   | 21 | Jörg Teuchert         | Yamaha       | 17     | +11.468             | 14   | 10     |
| 7   | 7  | Piergiorgio Bontempi  | Yamaha       | 17     | +11.744             | 15   | 9      |
| 8   | 31 | Vittorio Iannuzzo     | Yamaha       | 17     | +12.059             | 28   | 8      |
| 9   | 18 | Camillo Mariottini    | Kawasaki     | 17     | +12.495             | 24   | 7      |
| 10  | 8  | Wilco Zeelenberg      | Yamaha       | 17     | +13.006             | 19   | 6      |
| 11  | 22 | Christian Kellner     | Yamaha       | 17     | +17.295             | 18   | 5      |
| 12  | 25 | William Costes        | Honda        | 17     | +18.346             | 20   | 4      |
| 13  | 52 | James Toseland        | Honda        | 17     | +18.786             | 30   | 3      |
| 14  | 6  | Cristiano Migliorati  | Suzuki       | 17     | +20.697             | 16   | 2      |
| 15  | 19 | Walter Tortoroglio    | Suzuki       | 17     | +20.838             | 26   | 1      |
| 16  | 30 | Giuseppe Fiorillo     | Suzuki       | 17     | +20.989             | 21   |        |
| 17  | 32 | José David de Gea     | Honda        | 17     | +21.485             | 17   |        |
| 18  | 24 | Francesco Monaco      | Ducati       | 17     | +22.197             | 25   |        |
| 19  | 67 | Andrea Mazzali        | Yamaha       | 17     | +25.778             | 35   |        |
| 20  | 65 | Igor Antonelli        | Yamaha       | 17     | +26.130             | 27   |        |
| 21  | 20 | Werner Daemen         | Yamaha       | 17     | +26.581             | 29   |        |
| 22  | 68 | Angelo Conti          | Honda        | 17     | +28.987             | 33   |        |
| 23  | 66 | Luca Pasini           | Ducati       | 17     | +31.566             | 22   |        |
| 24  | 55 | Michele Malatesta     | Ducati       | 17     | +35.916             | 5    |        |
| 25  | 42 | David Checa           | Ducati       | 17     | +38.176             | 36   |        |
| 26  | 29 | Davide Bulega         | Ducati       | 17     | +38.691             | 34   |        |
| 27  | 46 | Mauro Sanchini        | Suzuki       | 17     | +41.669             | 31   |        |
| DNF | 27 | Roberto Panichi       | Bimota       | 11     | Ongeluk             | 8    |        |
| DNF | 43 | Norino Brignola       | Bimota       | 4      | Ongeluk             | 23   |        |
| DNF | 16 | Sébastien Charpentier | Honda        | 4      | Uitgevallen         | 32   |        |
| DNF | 69 | Serafino Foti         | Ducati       | 3      | Uitgevallen         | 13   |        |
| DNF | 26 | Roberto Teneggi       | Ducati       | 2      | Uitgevallen         | 10   |        |
| DNF | 12 | Iain MacPherson       | Kawasaki     | 0      | Ongeluk             | 4    |        |
| DNF | 17 | Pere Riba             | Honda        | 0      | Ongeluk             | 6    |        |
| DNF | 34 | Yves Briguet          | Suzuki       | 0      | Ongeluk             | 9    |        |
| DNF | 35 | Christophe Cogan      | Yamaha       | 0      | Uitgevallen         | 11   |        |
| DNQ | 33 | Luca Conforti         | Kawasaki     | 0      | Niet gekwalificeerd |      |        |
| DNQ | 88 | Albert Aerts          | Yamaha       | 0      | Niet gekwalificeerd |      |        |
| DNQ | 37 | Marco Borciani        | Honda        | 0      | Niet gekwalificeerd |      |        |
| DNQ | 86 | Massimiliano Marchini | Honda        | 0      | Niet gekwalificeerd |      |        |
| DNQ | 57 | Fabio Carpani         | Ducati       | 0      | Niet gekwalificeerd |      |        |
| DNQ | 48 | Felisberto Teixeira   | Honda        | 0      | Niet gekwalificeerd |      |        |

## Tussenstanden na wedstrijd

### Superbike
| Pos | Nr  | Rijder         | Team     | Punten |
| --- | --- | -------------- | -------- | ------ |
| 1   | 1   | Carl Fogarty   | Ducati   | 293    |
| 2   | 11  | Troy Corser    | Ducati   | 238    |
| 3   | 5   | Colin Edwards  | Honda    | 194    |
| 4   | 111 | Aaron Slight   | Honda    | 179    |
| 5   | 4   | Akira Yanagawa | Kawasaki | 174    |

### Supersport
| Pos | Nr | Rijder               | Team   | Punten |
| --- | -- | -------------------- | ------ | ------ |
| 1   | 7  | Piergiorgio Bontempi | Yamaha | 82     |
| 2   | 3  | Stéphane Chambon     | Suzuki | 76     |
| 3   | 21 | Jörg Teuchert        | Yamaha | 64     |
| 4   | 1  | Fabrizio Pirovano    | Suzuki | 55     |
| 5   | 25 | William Costes       | Honda  | 55     |

1991 · 1993 · 1994 · 1995 · 1996 · 1997 · 1998 · 1999 · 2000 · 2001 · 2002 · 2003 · 2004 · 2005 · 2006 · 2007 · 2008 · 2009 · 2010 · 2011 · 2012 · 2014 · 2015 · 2016 · 2017 · 2018 · 2019 · 2021 · 2022 · 2023 · 2024 · 2025